# Patrick Larsgaard
Patrick Larsgaard (* im 20. Jahrhundert) ist ein norwegischer Filmeditor.

## Leben und Karriere
Patrick Larsgaard begann seine Laufbahn in den 2010er-Jahren als Filmeditor von Kurzfilmen. Bei der Arbeit zum Kurzfilmprojekt Tunnelen lernte er 2016 seinen Landsmann den Regisseur André Øvredal kennen, mit dem er noch im gleichen Jahr dessen Horrorfilm The Autopsy of Jane Doe als Cutter realisierte. Ein Jahr später verpflichtete ihn der Regisseur Kristoffer Borgli als Editor für sein Spielfilm-Drama DRIB. Im Jahr 2019 montierte er dann die Bilder zu dem von Guillermo del Toro produzierten und von Filmregisseur Øvredal inszenierten Horrorfilm Scary Stories to Tell in the Dark. 2020 folgte seine Cutter-Arbeit für Øvredals nächste Filmproduktion Mortal – Mut ist unsterblich mit Nat Wolff, Iben Akerlie und Priyanka Bose in den Hauptrollen. 2020 arbeitete Larsgaard dann erneut für Regisseur Borgli, dieses Mal an dessen Kurzfilm Former Cult Member Hears Music for the First Time.
Seit 2019 ist Larsgaard' auch als Filmeditor für das Fernsehen tätig. Er lebt in Oslo.

## Filmografie (Auswahl)

### Filme
- 2016: The Autopsy of Jane Doe
- 2017: DRIB
- 2019: Scary Stories to Tell in the Dark
- 2020: Mortal – Mut ist unsterblich (Mortal)
- 2024: Die Schneeschwester (Snøsøsteren)

### Fernsehen
- 2019: Neste Sommer (Fernsehserie,1 Episode)
- 2020: Heksejakt (Fernsehserie,4 Episoden)

### Kurzfilme
- 2010: Påtrykt (Videofilm)
- 2011: Luftballon (Kurzfilm)
- 2011: Joyride (Kurzfilm)
- 2012: Spacewrecked (Kurzfilm)
- 2013: Sjur Miljeteig: I've Been Here Before She Said (Video Kurzfilm)
- 2014: What's on Your Mind? (Kurzfilm)
- 2014: Internet Famous (Kurzfilm)
- 2016: Tunnelen (Kurzfilm)
- 2017: Rekonstruksjon (Kurzfilm)
- 2020: Former Cult Member Hears Music for the First Time (Kurzfilm)